# Войта, Ярослав (актёр)
Ярослав Войта (чеш. Jaroslav Vojta; 27 декабря 1888, Кутна-Гора, Австро-Венгрия (ныне Среднечешский край, Чехия) — 20 апреля 1970, Прага) — чешский и чехословацкий актёр. Лауреат Государственной (1929) и Национальной премии (1940).	Заслуженный артист Чехословакии (1953). Народный артист Чехословакии (1958).

## Биография
Родился в театральной семье. Получил инженерное образование. Дебютировал на таеатральной сцене в 1906 году, был актёром передвижных театральных коллективов. С 1910 года играл в театре Брно (1910—1913 и 1916—1919), затем в Пльзене. С 1919 по 1925 год выступал на сцене пражского Театра на Виноградах, с 1925 до 1959 года работал в театральной труппе Национального театра в Праге.
Снимался в кино. За свою карьеру с 1921 и 1970 год сыграл более чем 100 киноролей.

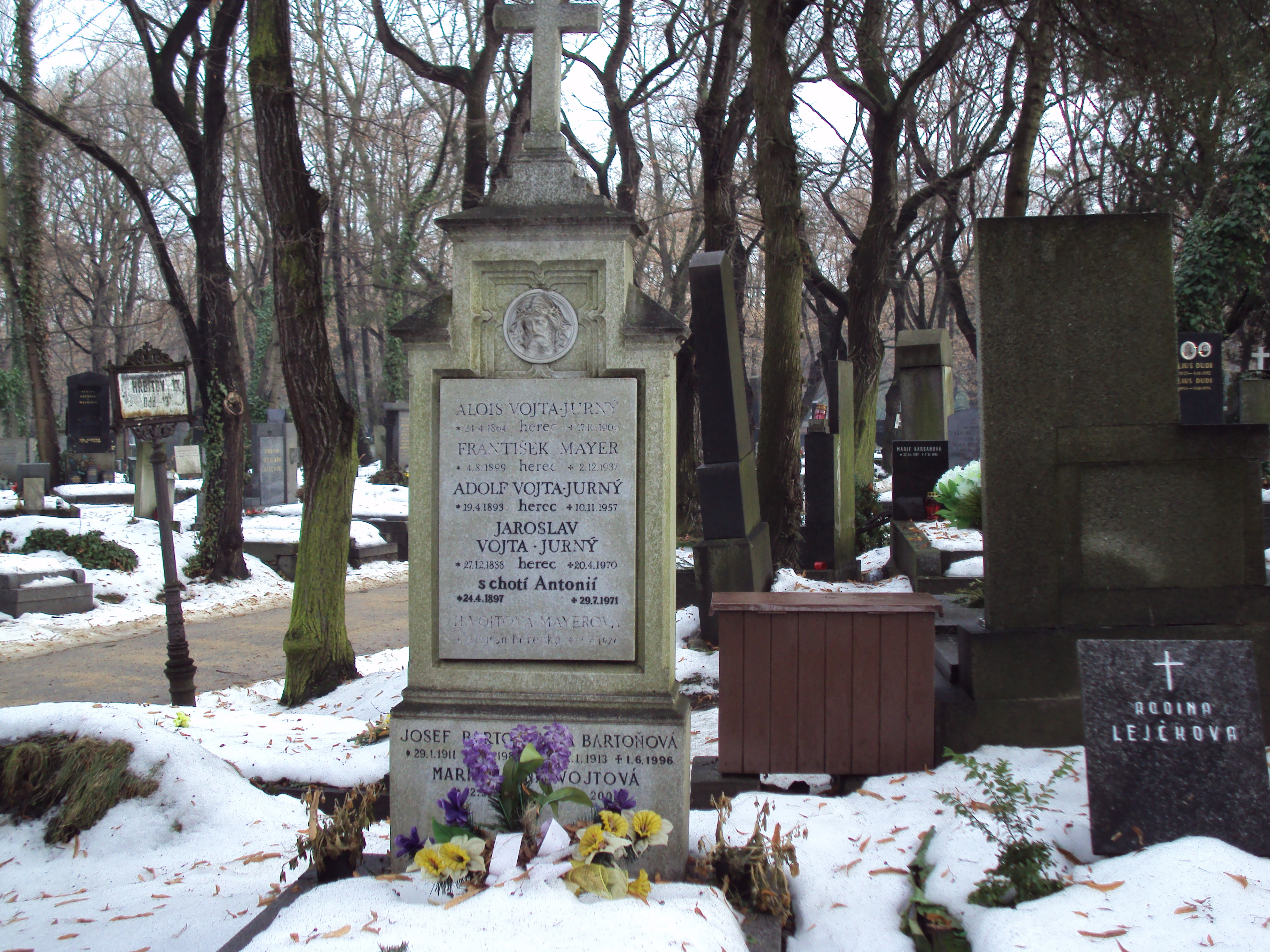
Могила Я. Войта на Ольшанское кладбище

Умер через неделю после тяжелого сердечного приступа. Похоронен на Ольшанское кладбище.

## Избранная фильмография
- 1921 – Яношик
- 1930 — Святой Вацлав / Svatý Václav
- 1935 — Мариса / Maryša
- 1937 — Белая болезнь / Bílá nemoc
- 1938 — Цех кутногорских дев / Cech panen kutnohorských — Бонифац, священник
- 1940 – Майская сказка
- 1941 — Турбина / Turbina — Незмара, ночной сторож
- 1947 — Война за веру: Последний повстанец / Jan Roháč z Dubé — Бабо, гусит
- 1949 — Дикая Бара / Divá Bára
- 1952 — Молодые годы / Mladá léta
- 1952 — Комические рассказы Гашека / Haškovy povídky ze starého mocnářství
- 1953 — Они приходят из тьмы / Přicházejí z tmy
- 1953 — Над нами рассвет / Nad námi svítá — Мандаус
- 1953 — Экспресс из Нюрнберга / Nuremberg Express, The | Expres z Norimberka
- 1954 — Комедианты / Komedianti
- 1955 — Волынщик из Стракониц / Strakonický dudák — Кодера
- 1955 — Ян Жижка / Jan Žižka
- 1956 — Адвент /Advent
- 1956 — Легенда о любви / Legenda o lásce — эпизод
- 1956 — Зарево над Кладно / Rudá záře nad Kladnem
- 1956 — Против всех / Proti všem
- 1956 — Бравый солдат Швейк / Dobrý voják Švejk — председатель благотворительного кружка в Годковичках «Добролюб», третий заговорщик
- 1957 — Швейк на фронте — пастух
- 1957 — Отправление 13:30 / Florenc 13:30 — пассажир Гаврда
- 1957 — Война за веру: Против всех / Proti všem
- 1958 — Пятое колесо в телеге / Páté kolo u vozu
- 1958 — Медведь и привидения / Medvěd a strašidla
- 1958 — Игра с чёртом / Hrátky s čertem
- 1959 — Как Франта научился бояться / Jak se Franta naučil bát — дровосек
- 1960 — Факелы / Pochodně — Смолик-старший
- 1960 — У нас в Мечове / U nás v Mechově
- 1960 — О медведе Андрейке / O medvědu Ondřejovi
- 1961 — Там, где реки озарены солнцем / Kde řeky mají slunce

## Награды
- 1929 — Государственная премия
- 1940 — Национальная премия
- 1953 — Заслуженный артист
- 1958 — Народный артист Чехословакии
- 1963 — Орден Труда